# Nila (Vulkan)
Der Nila ist ein Schichtvulkan auf der indonesischen Insel Nila, die zu den Barat-Daya-Inseln in der Bandasee gehört. Er ist mit 781 m der höchste Berg der Insel.
1932 kam es nach einem Ausbruch aus einer Spalte im Südosten zu einem schweren Ascheregen – als Folge musste das Dorf Rumadai an der Ostküste der Insel aufgegeben werden.
An der Ostflanke kam es am 7. Mai 1968 zu einer phreatischen Explosion. Weiter Ausbrüche fanden bereits 1903 und 1964 statt. Im Norden und Westen der Insel finden sich am Meeresboden in 20 bis 30 m Tiefe Öffnungen, aus denen Gasblasen aufsteigen.
Der Nila ist einer der zahlreichen Vulkane des Bandabogens – der nächste ist 50 km südwestlich der Serawerna auf der Insel Teun.